# Rutiderma mortenseni
Rutiderma mortenseni är en kräftdjursart som beskrevs av Poulsen 1965. Rutiderma mortenseni ingår i släktet Rutiderma och familjen Rutidermatidae. Inga underarter finns listade i Catalogue of Life.